# جیری
جیری (به لاتین: Geri, Cyprus) یک عوارض جغرافیایی در قبرس است که در ناحیه نیکوزیا واقع شده‌است.

## خصوصیات
جیری  ۸٬۲۳۵ نفر جمعیت دارد.